# 天神村 (愛媛県)
天神村（てんじんむら）は、1954年（昭和30年）まで愛媛県の南部、喜多郡にあった村である。
藩政期に喜多郡五十崎郷にあった村（後に平岡村と改称、さらに後の天神村大字平岡にあたる）で、現在の喜多郡内子町南部にあたる。小田川の左岸。

## 地理
現在の喜多郡内子町の南部。小田川左岸及びその支流の柿原川の流域。柿原川は大登山の麓で小田川に合流する。小田川沿岸は平岡地区及び重松地区において、柿原川が形成した一辺約キロの三角形状に沖積平野が広がる。西を除き、周囲は比較的低い山に囲まれている。西は小田川を挟んで五十崎村（後に町制施行）に接する。南に小田川を下るにつれて、次第に川岸に山地が迫り、山の麓に集落が連なり（宿間（しゅくま）地区）、また小規模な河岸段丘上に集落が点在する（福岡地区）。南端は大迫山を境として肱川村に接する。北端は高森山で内子町・五城村と接する。
大字として、福岡（ふくおか）、宿間（しゅくま）、平岡（ひらおか）、重松（しげまつ）の4つがあった。いずれも、発足前の旧村がそのまま大字となったもの。後に、村前村（むらさきむら）の一部、池窪、亀井を大字重松に編入。
おおむね小田川の流れに沿って、大字平岡、大字宿間、大字福岡の順で、大字重松は大字平岡の東に位置する。

## 歴史
藩政期
- 大洲藩領で、喜多郡五十崎郷に属した。有数の紙漉きの村であった。
- 天保9年　大洲藩の願により平岡村と改称。

明治以降
- 1889年（明治22年）12月15日 - 町村制実施により、重松・平岡・宿間・福岡の4か村が合併して「天神村」成立。喜多郡に属す。
- 1929年（昭和4年）12月26日 - 村前村の一部、池窪・亀井を大字重松に編入。（村前村は五城村、大瀬村、天神村の3村に分かれて編入されたため、これにより消滅）
- 1929年（昭和4年）頃 - 山田製紙工場、井口製紙工場が相次いで開業した。
- 1954年（昭和29年）9月1日 - （旧）五十崎町、御祓村との合併により、新たな五十崎町となる。

```
天神村の系譜
（町村制実施以前の村）　（明治期）
　　　　　　　　　　　　町村制施行時　（昭和4年12月26日）
福岡　　　━━┓　　　　　　　　　　　　編入
宿間　　　━━┣━━━　 天神村 ━━━━━┳━━━━┓
平岡　　　━━┫　　　　　　　　　　　　　┃　　　　┃
重松　　　━━┛　　　　　　　　　　村前村の一部　　┃
　　　　　　　　　　　　 　　　　　　　　　　　　 　┃　　（昭和29年9月1日合併）
　　　　　　　　　　　　　　　　　　　　　　　　　　┣━━━━　五十崎町
　　　　　　　　　　　　　（旧）五十崎町　━━━━━┫
　　　　　　　　　　　　　御祓村　　　　━━━━━━┛

（注記）旧五十崎町ほかの合併までの系譜については、それぞれの町村の記事を参照のこと。

```

## 政治・行政
役場は大字平岡においた。昭和の合併により五十崎町となってからも、五十崎町庁舎が大字平岡に置かれた。村長、助役、収入役は以下の通り。
村長
- 栗田邦住[2] 1890年1月 - 1897年11月[1]
- 高橋三保 1898年1月 - 1899年12月[1]
- 山岡道太郎 1900年3月 - 1903年3月[1]
- 高橋三保 1903年7月 - 1926年3月[1]
- 亀岡謙太郎[2] 1926年4月 - 1942年11月[1]
- 藤岡基莀 1942年12月 - 1946年11月[1]
- 吉岡由太郎 1947年4月 - 1951年10月[1]
- 高橋鐡麿 1952年1月 - 1954年8月[1]

助役
- 宮崎辰蔵 1889年1月 - 1894年1月[1]
- 山岡房太郎 1894年1月 - 1898年1月[1]
- 山岡道太郎 1898年1月 - 1900年3月[1]
- 井上万太郎 1900年7月 - 1902年8月[1]
- 高橋三保 1902年10月 - 1903年7月[1]
- 村上半治郎 1903年7月 - 1907年7月[1]
- 山岡房太郎 1907年8月 - 1911年8月[1]
- 亀岡謙太郎[2] 1911年9月 - 1924年2月[1]
- 村上孫吉[2] 1924年12月 - 1928年6月[1]
- 栗田敬治郎 1928年10月 - 1934年4月[1]
- 前田熊男[2] 1934年12月 - 1936年12月[1]
- 前田道十 1937年2月 - 1941年2月[1]
- 藤岡基莀 1941年12月 - 1942年12月[1]
- 久保髙雄 1943年11月 - 1947年4月[1]
- 冨岡関蔵 1947年6月 - 1949年5月[1]
- 森本織之助 1949年7月 - 1952年6月[1]
- 宮崎潔 1952年10月 - 1954年8月[1]

収入役
- 亀岡久平 1889年1月 - 1893年4月[1]
- 村上半治郎 1893年4月 - 1894年3月[1]
- 山本伴満 1894年3月 - 1896年3月[1]
- 深井市五郎[2] 1896年3月 - 1904年3月[1]
- 後藤猶太郎 1904年4月 - 1924年3月[1]
- 森本織之助 1924年5月 - 1932年5月[1]
- 久保田五三郎 1934年3月 - 1939年2月[1]
- 森本織之助 1939年2月 - 1949年6月[1]
- 真田久男 1949年7月 - 1954年8月[1]

議員
- 1893年1月 - 高橋三保、山岡房太郎、井上萬太郎、伊達善次郎、久保石五郎、石田寅吉[1]
- 1896年1月 - 山岡道太郎、入舩徳太郎、正岡嘉七、徳田直衛、伊達儀一郎、栗田邦住[1]
- 1899年1月4日 - 山岡房太郎、岡田市三郎、井上萬太郎、後藤猶太郎、宮田儀三郎[1]
- 1902年1月4日 - 久保八太郎、上田吉治、岡野関次郎、入舩徳太郎、栗田邦住、中野亀之亟、藤田豊吉、宮崎満五郎[1]
- 1905年1月4日 - 宮田儀三郎、山岡房太郎、坂本萬吉、高橋三保、宮崎吉太郎、森馬太郎[1]
- 1908年1月4日 - 栗田邦住、深井市五郎、成田寅吉、藤田豊吉、中野亀之亟、伊達幸衛、津田林太郎、宮岡長太郎[1]
- 1911年1月4日 - 井上萬太郎、山岡房太郎、坂本萬吉、宮崎吉太郎、前田常吉、久保八太郎[1]
- 1914年1月4日 - 岡田源太郎、鎌井嘉納、宮崎吉太郎、津田林太郎、山岡重次郎、福岡善三郎、栗田熊雄、深井市五郎、藤田豊吉、森馬太郎、井口佐吉、中野亀之亟[1]
- 1918年1月4日 - 鎌井嘉納、亀岡謙太郎、山田佐藤、入舩徳太郎、宮崎吉太郎、福岡善三郎、栗田熊雄、村上孫吉、山田伴内、藤田豊吉、井口佐吉[1]
- 1922年1月4日 - 藤田豊吉、福岡善三郎、鎌井嘉納、山田佐藤[2]、成田多久馬、井口重衛、沼井亀壽三、丸山卯蔵、宮田坂衛、森勝治郎、深井市五郎、宮田角太郎[1]
- 1924年10月20日 - 福岡善三郎、深井市五郎、丸山卯蔵[1]
- 1926年1月4日 - 深井市五郎、宮崎吉太郎、山竹源七、栗田敬治郎、鎌井嘉納、松本正重、沼井亀壽三、井口重衛、井上萬太郎、中池俊夫、入舩駒太郎、福岡善三郎[1]
- 1930年1月4日 - 前田熊男、井口重衛、藤岡基莀、高岡松好、山竹源七、稲田松衛、深井市五郎、冨岡関蔵、栗田敬治郎、沖山豊吉、成田多久馬、中嶋薫幸[1]
- 1932年1月4日 - 中池俊夫[1]
- 1934年1月4日 - 前田熊男、栗田敬治郎、沼井亀壽三、池田秀吉、冨岡関蔵、前田道十、山竹源七、宮岡清市郎、福岡善三郎[2]、宮田角太郎、成田多久馬、宮田生衛、鎌井嘉納[1]
- 1938年1月20日 - 栗田敬治郎、後藤利康、沼井福治郎、藤岡基莀、山竹源七、池田秀吉、堀尾忠一、前田熊男、冨岡関蔵、宮田生衛、吉田五平、稲田松衛、岡野織平[1]
- 1942年5月21日 - 山田彌三吉、西岡関衛、山竹源七、吉田五平、稲田清重、中野重行、堀尾忠一、後藤利康、田中健蔵、稲田松衛、宮岡久夫、岡野織平、池田秀吉[1]
- 1947年4月30日 - 久保忠信、大野鉄雄、伊達万貴夫、平石道男、田中榮助、平井嘉助、宮崎芳満、稲田清重、小西二馬信、岡林忠蔵、平田益夫、松岡定義、竹内政雄、榊原愛治郎、脇坂徳市、金山説生[1]

## 産業
藩政期から和紙の製造が盛んであった。今日でも、手すき和紙の伝統製法が受け継がれている。
大字平岡には規模は大きくないものの、製材、履物、製めん、石材加工、竹細工、鉄工所などの工場があり、また商店街も形成していた。
農業
- 農業では、米、麦のほか、葉タバコ、落葉果樹等を産した。『大日本篤農家名鑑』によれば、天神村の篤農家は「高橋三保、亀岡謙太郎、徳見福太郎、吉岡辰衛、大森寅蔵、山岡房太郎、吉崎榮治郎、山岡道太郎、伊達幸衛、前田熊男、曽根鹿五郎、福岡長蔵、坪内嘉十郎、城浅寅吉、寺谷徳五郎、栗田熊雄、澤井市五郎、宮田儀三郎、宮崎満五郎」などがいた[3]。
- 『喜多郡の華 附・上浮穴郡小田郷』によれば、天神村の蚕種家は「成田多久馬、栗田熊雄、山岡俊雄、高橋三保」などがいた[4]。林産物としてシイタケ。

工場など
- 井口製紙工場 - 代表は井口重衛。
- 亀岡酒造場 - 代表は亀岡謙太郎[2]。

## 交通
鉄道等はない。

## 出身・ゆかりのある人物

### 政治家・経済人
- 大野象三郎（実業家） - 天神産紙工場社長。
- 栗田熊雄（政治家、篤農家、蚕種家）[2][4] - 村会議員、県会議員。平岡出身。天神村長や県会議員をつとめた栗田邦住の弟。
- 高橋三保（政治家、蚕種家）[4] - 五十崎村長、五十崎町長。宿間出身。
- 高橋真男（実業家） - 大協石油会長。宿間出身。

### 学者
- 村上節太郎 - 愛媛大学名誉教授。理学博士。平岡出身。

### 文化人
- 中川八郎（画家） - 宿間出身。